# Manuel d'Amat i de Junyent
Manuel d'Amat i de Junyent   (Vacarisses, 21 de març de 1707 - Barcelona, 14 de febrer de 1782) va ser un militar català i virrei del Perú.

## Biografia
Pertanyia a una família nobiliària borbònica. Fill de Josep d'Amat i de Planella, primer marquès de Castellbell, i de Marianna de Junyent i de Vergós, filla del primer marquès de Castellmeià, va estudiar a València i a Barcelona. Va ingressar a l'orde militar de Sant Joan de Jerusalem i va viure durant set anys a Malta. Va participar en les campanyes d'Àfrica (1724-1727), i al Regne de Nàpols a la batalla de Bitonto (1734).

### Virregnat
Després de viure a Barcelona i a Mallorca, va ser nomenat governador de Xile i president de l'Audiència de Xile (1755-1761), país on va instituir la milícia urbana i on va promoure obres públiques al territori. El rei Carles III el va designar virrei del Perú i president de l'Audiència de Lima (1761-1776). Com a Virrei del Perú, a banda d'ocupar-se de la bona explotació de les mines d'or i plata del Potosí, es veié amb la necessitat de reconstruir el port del Callao i la ciutat de Lima assolades per un terratrèmol i tsunami poc temps abans. Així doncs, durant el seu virregnat va modernitzar les defenses militars de la costa del Pacífic i va fundar diversos cossos militars, com ara el cos armat de la Mare de Déu de Montserrat, i també una milícia urbana. Va promoure l'exploració de l'illa de Pasqua (1770) i les tres expedicions de l'Águila (1772-1775, amb Domingo de Bonechea) a Tahití, la qual van canviar de nom a illa d'Amat. També fou el responsable d'expulsar del Perú la Companyia de Jesús i protegir els interessos del patrimoni reial.

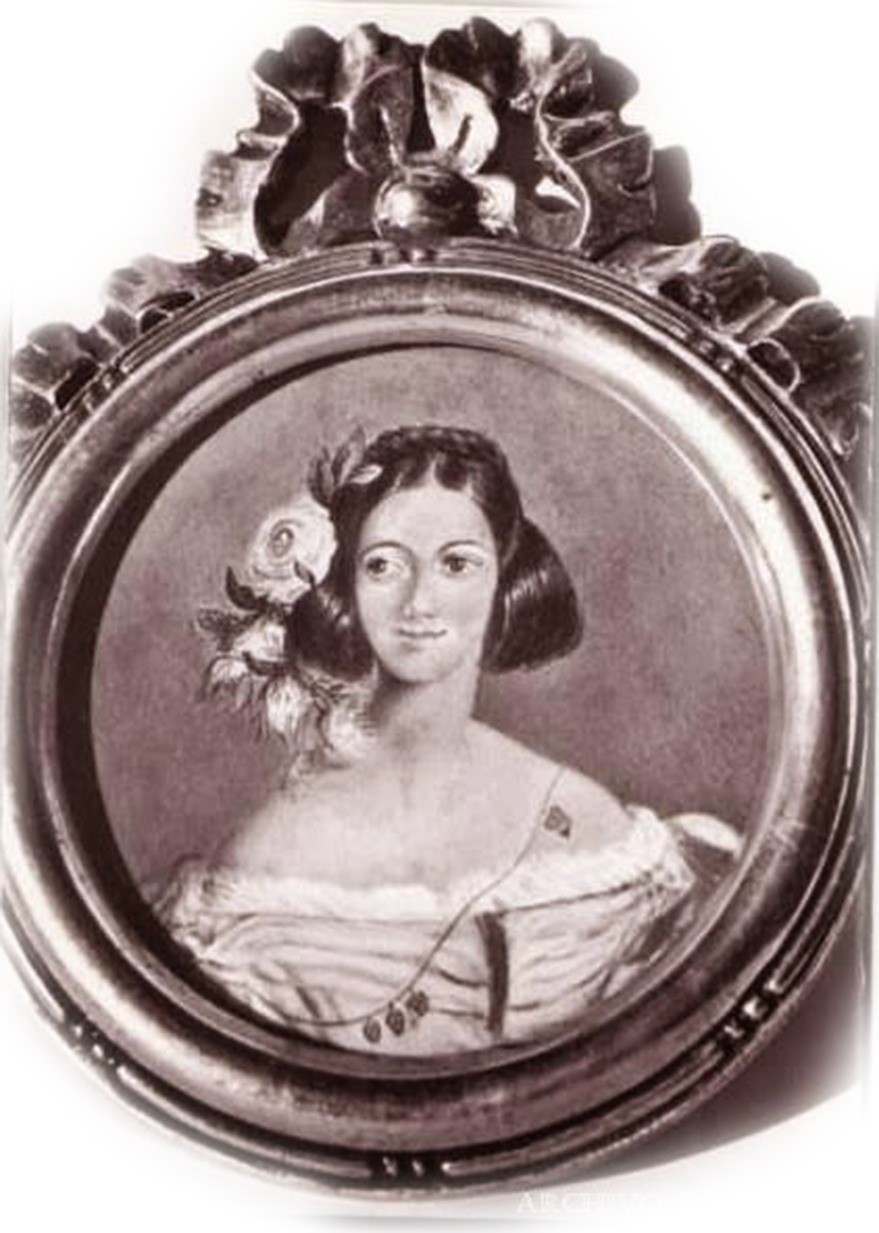
Perricholi

La seva vida privada i, especialment, els afers amb la seva amant, l'actriu criolla Micaela Villegas coneguda com «la Perricholi», van inspirar a Prosper Merimée l'obra La carrosse du Saint-Sacrement (1829), i a Jacques Offenbach l'òpera La Périchole (1868). Segons la llegenda el Virrei Amat obsequià Miquita Villegas amb una resplendent carrossa daurada amb la qual es passejava per l'aristocràtica Alameda de los Descalzos. Segons explica José Luis de Vilallonga, (1920-2007), novè marquès de Castellbell, a les seves memòries quan Manuel d'Amat tornà a Barcelona s'endugué aquell carruatge, que podria ser, segons afirmava, sense rigor històric, el mateix aristòcrata, el que encara avui es conserva a la seva antiga mansió de Sant Feliu de Llobregat, el palau Falguera. Sembla que Manuel d'Amat introduí l'actriu a la cort, la feu participar en els actes oficials i que li respectessin jerarquia. La tradició diu també que algunes obres d'infraestructura que va encarregar a Lima, com l'actual Paseo de Aguas i la plaça de braus d'Acho, les va fer per complaure la seva amant. El fill que van tenir, Manuel d'Amat i Villegas, signaria més tard, amb el general San Martín, l'emancipació de les colònies d'Espanya.

### Retorn a Europa
El 1777, simultàniament al «judici de residència» sobre la seva gestió al virregnat del Perú que els seus enemics li van incoar i del qual seria absolt, va tornar a Barcelona. Des del 1772, s'havia fet construir un palau a la Rambla (esbossat per ell mateix), que avui es coneix com a Palau de la Virreina. També va fer construir una torre d'estiueig a Gràcia (vegeu palau de la Virreina de Gràcia), i una casa d'estil colonial al feu que la seva família tenia a Abrera, però no s'ha conservat cap d'aquestes dues darreres construccions.
El 1779 es va casar amb Maria Francesca Fiveller de Clasquerí i de Bru, novícia del Monestir de les Jonqueres de Barcelona a qui triplicava l'edat, coneguda popularment com «la virreina». A la mort de Manuel d'Amat, la seva esposa va continuar vivint al palau i així li va quedar el seu malnom.
Un nebot seu fou Rafael d'Amat i de Cortada, baró de Maldà, autor de la coneguda obra costumista Calaix de sastre.